# Halictus pollinosus
Halictus pollinosus är en biart som beskrevs av Frédéric Jules Sichel 1860. Halictus pollinosus ingår i släktet bandbin, och familjen vägbin. Inga underarter finns listade i Catalogue of Life.